# Salle symphonique de Copenhague
La salle symphonique de Copenhague (DR Koncerthuset en danois), située dans la partie nord de Ørestad, une nouvelle zone de développement ambitieux, est l'œuvre de l'architecte français Jean Nouvel. D'une surface totale de 25 000 m², elle est formée de quatre parties: une salle de concert de 1800 places et trois studios d'enregistrement à acoustique variable. La scénographie de la salle de concert et des trois studios d'enregistrement a été conçue par dUCKS scéno. Les études acoustiques ont été réalisées par Nagata Acoustics. La construction, débutée en février 2003, a été achevée en janvier 2009. La reine du Danemark a inauguré la salle le 17 janvier 2009.
La salle de concert contient un orgue de 91 jeux et 6000 tuyaux, construit par les facteurs d'orgues Van den Heuvel.
Aussi appelé Salle de concert de la radio danoise, le bâtiment présente des façades rectilignes  bleues translucides sur lesquelles des images peuvent être projetées la nuit. L'intérieur a été voulu par Nouvel comme une rue bordée de commerces. Les vastes volumes intérieurs, en béton et en verre, sont éclairés par divers motifs lumineux. La salle de concert de forme irrégulière et entourée de gradins est construite en bois et au-dessus d'une vaste place publique intérieure.

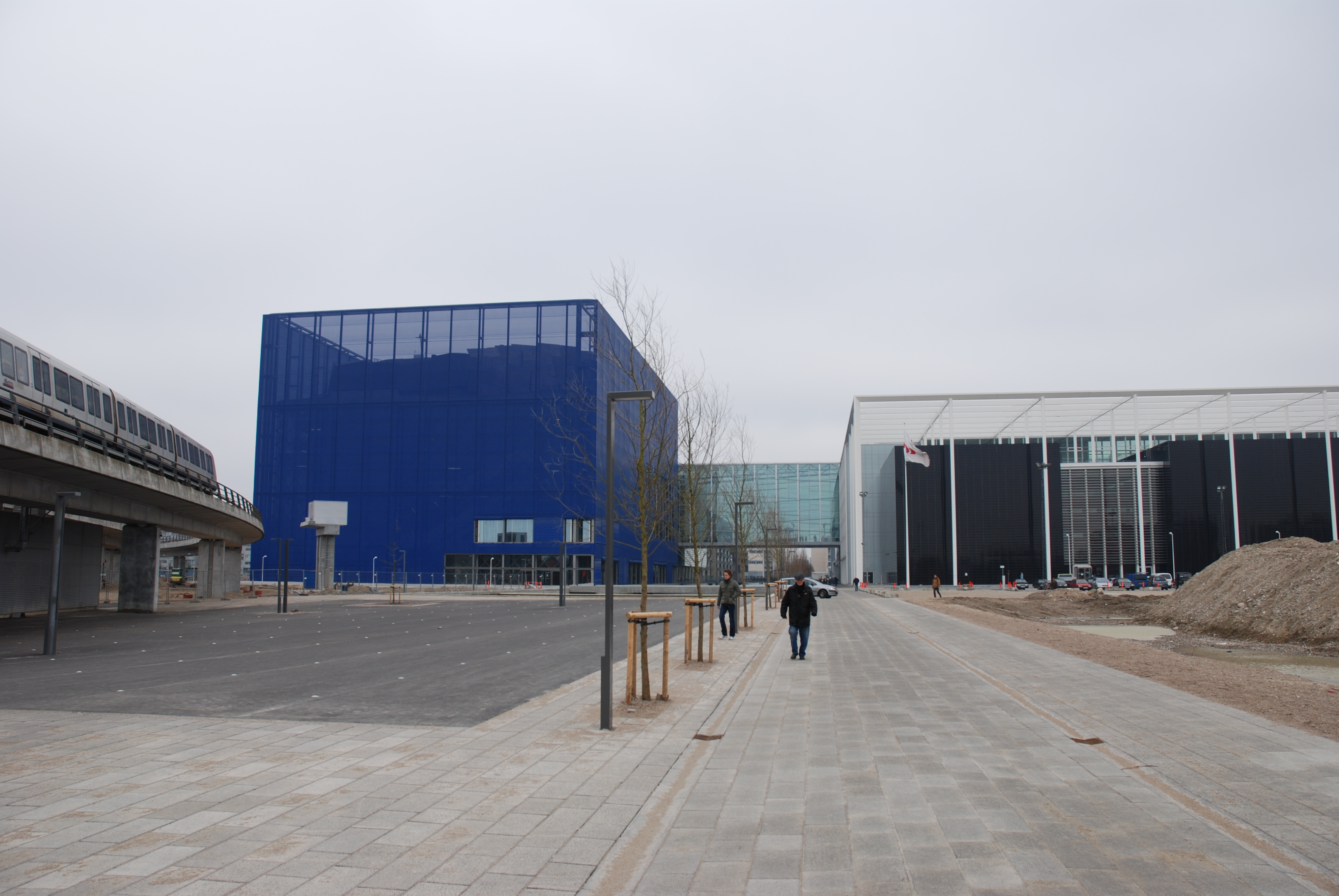
Le quartier DR Byen avec la Salle symphonique de Copenhague.
(Photo: Bengt Oberger)

En 2022, la musique des extraits de concerts comme celle composée par Nicklas Schmidt (da) pour la série télévisée L'Orchestre de Mikkel Munch-Fals (da) et Adam Price est interprétée par l'Orchestre symphonique national du Danemark et enregistrée dans la Salle symphonique de Copenhague,.